# 野性战士
《野性战士》（又译作）是由韩国游戏开发商BlueI Soft公司开发的横板动作角色扮演游戏类网络游戏。
2009年末MGame在2009年G-Star电玩展上宣布代理本游戏，并于2010年4月7日进行首次封测。2011年初Mgame Japan获得本游戏在日本的代理权。